# 라틴족
라틴족(라틴어: Latini)은 이탈리아 라티움 지방에 살았던 고대 부족으로, 인도유럽인 계열의 이탈리아인에 속하는 라틴-팔리스키족의 하나이다. 기원전 2000년대에 이탈리아반도에 정착했던 인도유럽인에서 갈라져 나왔으며, 기원전 1000년경에 북방에서 이탈리아반도로 남하해 라티움 지역에 거주했다.

## 언어

고대 이탈리아반도의 언어

라틴족은 인도유럽어족에 속하는 이탈리아어파의 일파인 라틴어를 사용했다. 이탈리아어파는 주로 라틴팔리스칸어군와 오스칸움브리아어군으로 나뉘며, 라틴어는 라틴팔리스칸어군에 포함된다.
이후 라틴족의 언어인 라틴어는 로마의 팽창과 함께 확산되었다.

## 역사
인도유럽인들의 대이동으로 그 일익을 담당했던 이탈리아어파를 사용하는 언어 집단이 이탈리아반도로 이주하게 되었다. 이러한 이주는 고대 이탈리아에 철기가 전래된 기원전 900년경에는 이미 완료되었다고 생각된다. 이주 개시 시기에 대하여 이설이 많으며, 가장 일반적인 가설은 고대 이탈리아에서 청동기 시대(기원전 1800년부터 기원전 900년)에 침입했다는 것이다. 그리고 이동 경로는 발칸반도 남부에서 아드리아해안을 따라 북진한 것으로 알려져 있다. 그러나 이 설을 증명하는 고고학적 자료는 발견되지 않았으며, 현재 가설 단계를 벗어나지 않았다.
그 중에서 일부였던 기원전 1,000년 무렵 인도유럽인의 이탈리아족 일파인 라틴족이 라티움 지역에 정착하기 시작하였다.

## 신화
같은 무렵, 그리스 신화에서 고대 그리스인에 의해 멸망한 트로이 왕국의 귀족 아이네이아스는 그를 따르는 부족들과 함께 이탈리아반도로 피신하여 새로운 도시를 건설하였다. 트로이 부족이 정착한 곳에는 이미 이탈리아의 원주민이 살고 있었으며, 얼마안가 두 부족은 정복전쟁을 하였다. 라티누스를 족장으로 하는 이탈리아의 원주민은 트로이 부족에게 패배한 후 이들과 평화조약을 맺었다. 아이네이아스는 라티누스의 딸 라비니아를 부인로 맞아들였으며, 트로이 부족의 새로운 도시 이름을 부인의 이름을 따서 라비니움(Lavinium)이라 불렀다.
아이네이아스가 사망한 후 그의 아들 아스카니우스는 라비니움을 떠나 로마의 남동쪽에 위치한 알바 산기슭에 새로운 도시를 건설하여 알바 롱가라 불렀다. 이후 알바 롱가의 왕은 라티움 지역을 통치하게 되었다. 아스카니우스의 자손인 누미토르가 알바 롱가의 왕으로 통치하고 있었으나, 동생인 아물리우스가 반란을 일으켜 왕위를 찬탈하였다. 누미토르의 아들은 모두 죽고, 딸인 레아와 실비아도 베스타(그리스 신화의 헤스티아) 신전의 여사제가 되어 평생 처녀로 살게 됨에 따라 후손이 끊기게 되었다. 어느 날 실비아는 베스타 신전에 바칠 물을 뜨러 숲에 갔다가 늑대를 만나 동굴에 숨었는데, 이 때 나타난 군신 마르스(그리스 신화의 아레스)와 동침한 뒤 잉태하여 로물루스와 레무스 쌍둥이 형제를 낳았다. 이들은 아물리우스에 의해 버려졌으나 늑대의 젖을 먹고 자라다가 양치기에게 발견되었다. 어른이 되어 출생의 비밀을 알게 된 로물루스와 레무스는 아물리우스를 물리치고, 외조부인 누미토르를 복위시켰다고 한다.
이후 로물루스와 레무스는 로마를 건설했다고 한다. 로마 제3대왕인 툴루스 호스틸리우스는 알바 롱가를 파괴하고, 그 주민들을 로마로 이주시켰다.

## 같이 보기
- 라틴어
- 라틴 민족